# Wspólnota administracyjna Roßwein
Wspólnota administracyjna Roßwein (niem. Verwaltungsgemeinschaft Roßwein) – dawna wspólnota administracyjna w Niemczech, w kraju związkowym Saksonia, w powiecie Mittelsachsen. Siedziba wspólnoty znajdowała się w mieście Roßwein. Do 29 lutego 2012 wspólnota należała do okręgu administracyjnego Chemnitz.
Wspólnota administracyjna zrzeszała jedną gminę miejską oraz jedną gminę wiejską: 
- Niederstriegis
- Roßwein

1 stycznia 2013 gmina Niederstriegis została przyłączona do miasta Roßwein, tym samym wspólnotę rozwiązano.